# Бандрів
Ба́ндрів (також Ба́́ндрів Наро́дний, пол. Bandrów Narodowy) — село в Польщі, у гміні Устрики-Долішні Бещадського повіту Підкарпатського воєводства. Бандрів знаходиться на дорозі від Устрик-Долішніх до державного кордону з Україною. Колишнє бойківське село, у рамках договору обміну територіями 1951 року, все українське населення насильно переселено, зокрема до колгоспів Краснолиманського району (тепер Краматорський район Донецької області). Населення — 464 особи (2011).

## Історія
Перша згадко про село Бандрів в 1541 році, село було у королівській власності, підпорядковувалось Перемиському староству.
У 1772-1918 рр. — у складі Австро-Угорської монархії, провінція Королівство Галичини та Володимирії. В 1782-1784 в селі в рамках Йосифинської колонізації австрійська влада оселила німецьких колоністів у східній частині села, яку назвали Колонія Бандрів. Західна частина з давніми мешканцями відтоді називалась Бандрів Народний. Згодом у Колонії було зведено лютеранський собор, до якого прилягав цвинтар. До парафії належали інші німецькі поселення на місцевості — Макова Колонія, Оберсдорф, Зіґенталь і Штайнфельц. В 1940 німецькі колоністи були депортовані до Німеччини.
Бандрів є одним з найстаріших центрів у світі видобутку нафти, нафту видобували тут з 1884 року.
У 1919-1939 рр. — у складі Польщі. Село належало до Ліського повіту Львівського воєводства, у 1934-1939 рр. входило до ґміни Устрики-Долішні. На 01.01.1939 у селі Бандрів Народний було 1140 жителів, з них 1100 українців, 10 поляків, 25 євреїв і 5 німців, а в селі Бандрів-Колонія було 380 жителів, з них 10 українців, 5 поляків, 15 євреїв і 350 німців. Німців у 1940 р. виселили до Вартеґав за програмою Додому в Рейх.
З 17.01.1940 до 1951 року село відносилось до Нижньо-Устрицького району Дрогобицької області України (відійшло до Польщі відповідно до договору обміну територіями 1951 року).
У 1975-1998 роках село належало до Кросненського воєводства.
В 2010 році в селі проходив фестиваль «Бойківське літо».

## Населення
Демографічна структура на 31 березня 2011 року:
|          | Загалом | Допрацездатний вік | Працездатний вік | Постпрацездатний вік |
| -------- | ------- | ------------------ | ---------------- | -------------------- |
| Чоловіки | 234     | 53                 | 160              | 21                   |
| Жінки    | 230     | 64                 | 114              | 52                   |
| Разом    | 464     | 117                | 274              | 73                   |

У 1921 році в Бандрові Народному було 116 будинків і 837 мешканців (788 греко-католиків, 8 римо-католиків, 3 лютерани і 38 юдеїв); у Колонії — 57 будинків і 394 мешканці (364 лютерани, 7 греко-католиків, 10 римо-католиків, 8 юдеїв).
В 1944 частина українського населення насильно переселено в Сибір.

### Примусове переселення 1951року

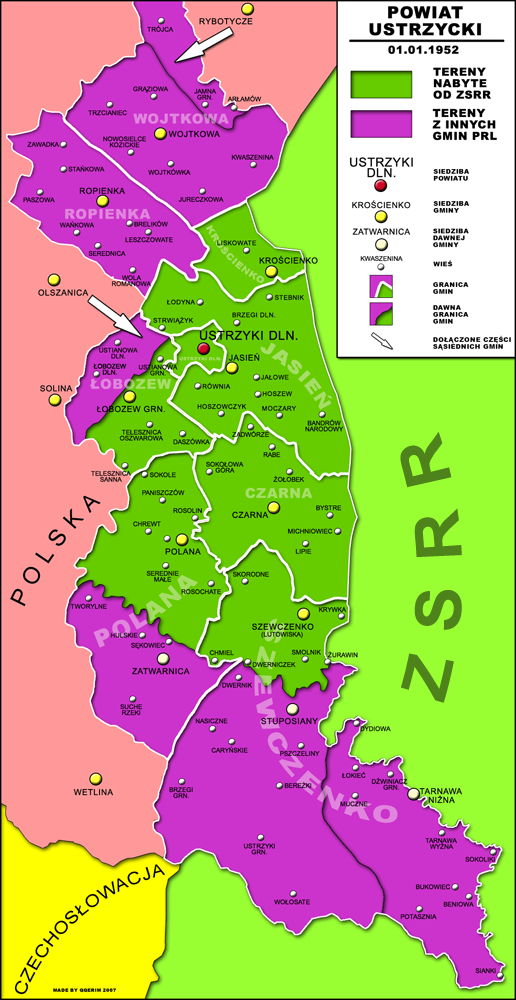
Адміністративна карта новоутвореного Устрицького повіту, січень 1952 року

У 1951 році, після обміну територіями, з села насильно переселено 224 сім'ї (1139 осіб), зокрема в Краснолиманський район, тепер Донецької області:
- до колгоспу «Черваний партизан» — 60 сімей;
- до колгоспу ім. Шевченка — 59 сімей;
- до колгоспу «Правда» — 91 сім'ю[2].

## Пам'ятки

### Дерев'яна церква святого Архангела Михаїла
В селі була греко-католицька парафіяльна церква Різдва Пресвятої Богородиці 1880 року. Належала до Устрицького деканату УГКЦ. В 1952 році церкву розібрали. На її місці у 1974 або 1975 році встановлено дерев'яну церкву святого Архангела Михаїла, збудована 1882 року, перенесену з Ясеня, у якій моляться римо-католики.

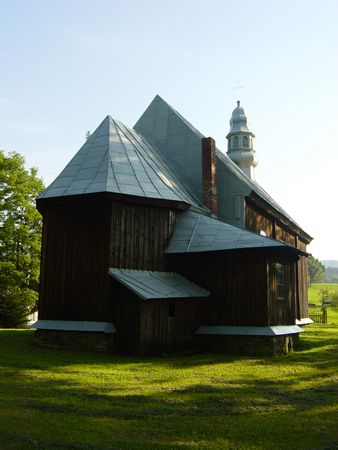
Греко-католицька церква святого Архангела Михаїла 1882 року
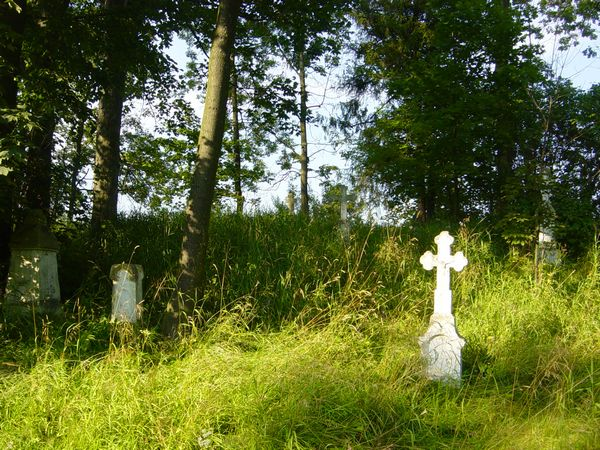
Старе бойківське кладовище (цвинтар)
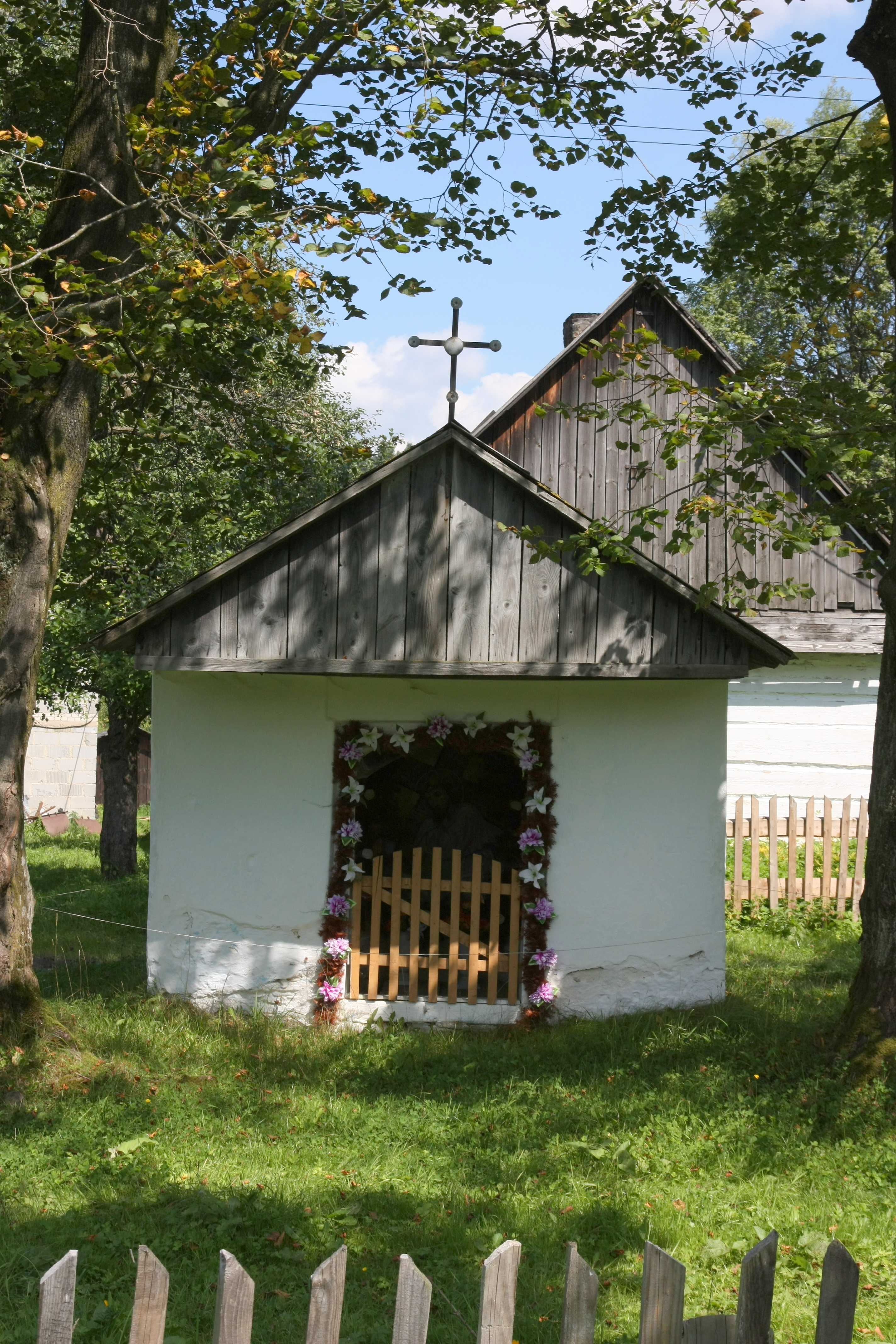
Капличка

### Традиційні дерев'яні бойківські хати
У селі збереглося понад 30 традиційних дерев'яних бойківських хат кінця XIX - початку XX століття. Їх вважають найкращими уцілілими пам'ятками сільської забудови в Бескидах.

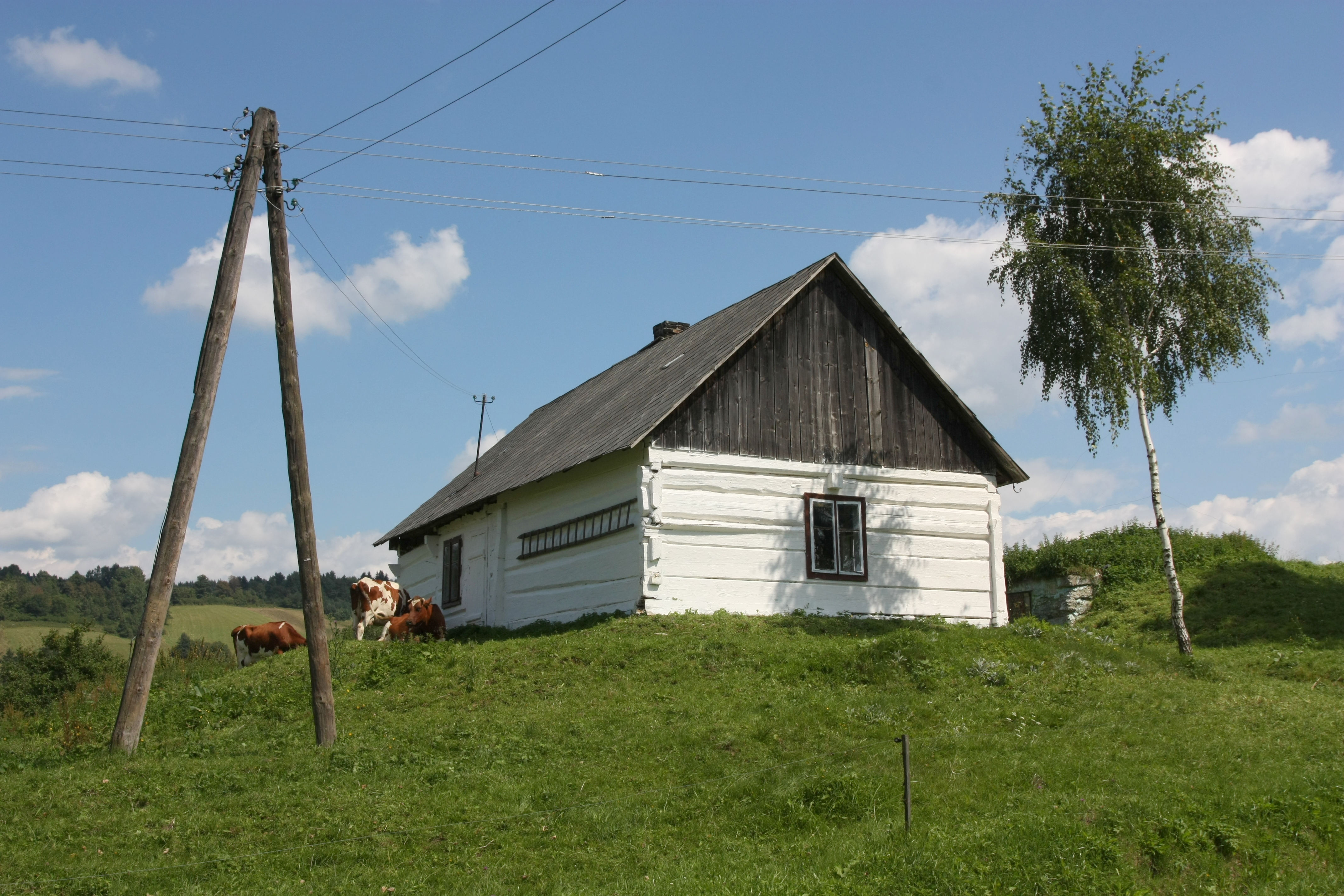
Традиційна дерев'яна бойківська хата кінця XIX - початку XX століття
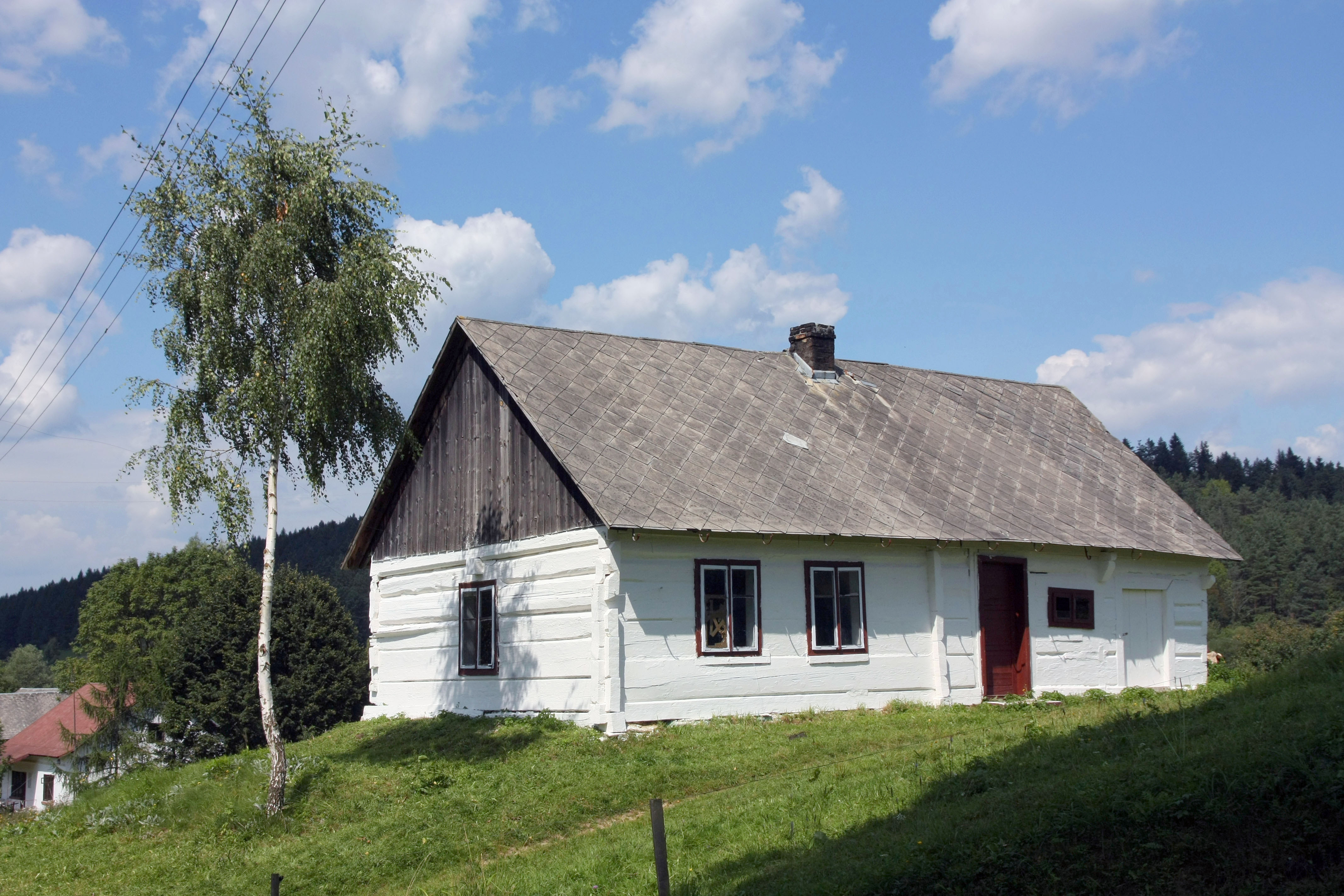
Традиційна дерев'яна бойківська хата, фасад

## Відомі люди
Марич Михайло Іванович "Ворон", "Вихор" (нар. 1921 р. у с. Бандрів) – загинув 18.01.1952 р. у с. Тиха.